# فارداشات (أرارات)
مدينة فارداشات (بالأرمينية:Վարդաշատ) (بالإنجليزية: Vardashat)‏ هي إحدى المدن التابعة لمقاطعة أرارات في أرمينيا. يقدر عدد سكانها بـ 244 نسمة حسب الإحصاء الذي جرى عام 2011.